# Ring of Brodgar

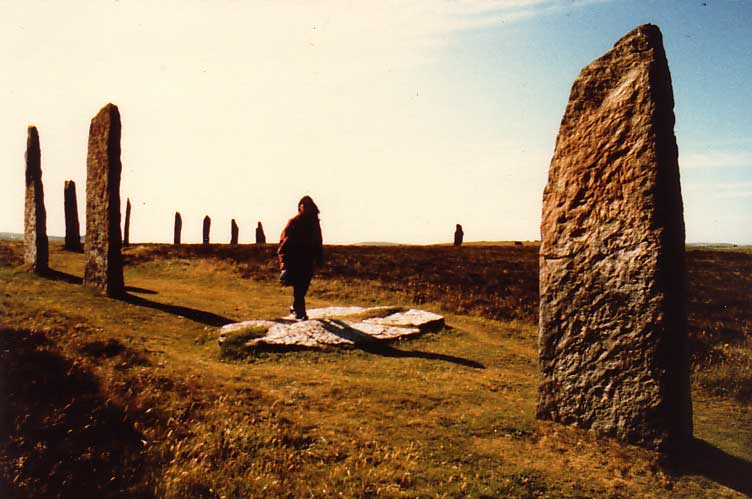
Ring of Brodgar

Ring of Brodgar (även Brodgar) är en förhistorisk stencirkel på ön Mainland i den skotska ögruppen Orkneyöarna. Stencirkeln har likheter med Stonehenge i England. Stencirkeln står på en höjd mellan insjöarna Stenness och Harray. Cirkelns centrum har aldrig grävts ut av arkeologer och har därför aldrig blivit vetenskapligt daterat. Man antar att stencirkeln restes runt 2500 år före Kristus, många år före Stonehenge och andra förhistoriska monument på de brittiska öarna och i Europa. 
Cirkeln är 104 meter i diameter och är en av de största i Storbritannien. Stencirkeln bestod från början av 60 stenar, av vilka 27 finns kvar idag.
Grunden till byggandet av stencirkeln är okänt, men närheten till Stones of Stenness och gravplatsen Maeshowe gör att man kan anta att platsen var av stor betydelse. Den ingår sedan 1999 i världsarvet Heart of Neolithic Orkney.

## Läs mera
- Aubrey Burl: Great stone circles 1999. ISBN 0-300-07689-4
- Aubrey Burl: From Carnac to Callanish: The Prehistoric Stone Rows and Avenues of Britain, Ireland and Brittany. 1993. ISBN 0-300-05575-7
- Juergen E. Walkowitz: Das Megalithsyndrom. 2003. ISBN 3-930036-70-3

### Fotnoter
1. ↑  ”The Ring o' Brodgar, Stenness” (på engelska). Orkneyjar. Arkiverad från originalet den 15 juli 2017. https://web.archive.org/web/20170715234256/http://www.orkneyjar.com/history/brodgar/. Läst 10 september 2014.
2. ↑  Wickham-Jones 2007, s. 28-29.
3. 1 2  Wickham-Jones 2012.
4. ↑  Ritchie 1985, s. 119.
5. ↑   (på engelska) Heart of Neolithic Orkney - Management Plan 2014–19: Consultation Draft. Historic Scotland. 24 juni 2013. sid. 10. Arkiverad från originalet den 6 juni 2014. https://web.archive.org/web/20140606210802/http://www.historic-scotland.gov.uk/hono-draft-management-plan.pdf. Läst 10 september 2014